# Першотравенский сельский совет (Верхнеднепровский район)
Першотравенский сельский совет (укр. Першотравенська сільська рада) — входит в состав
Верхнеднепровского района
Днепропетровской области
Украины.
Административный центр сельского совета находится в 
с. Перше Травня.

## Населённые пункты совета
- с. Перше Травня
- с. Новогригоровка
- с. Подлужье
- с. Самоткань
- с. Тарасовка